# Calophasia atrifascia
Calophasia atrifascia är en fjärilsart som beskrevs av Hans Rebel. Calophasia atrifascia ingår i släktet Calophasia och familjen nattflyn. Inga underarter finns listade i Catalogue of Life.